# Montebuono
Montebuono è un comune italiano di 826 abitanti della provincia di Rieti nel Lazio.

## Geografia fisica

### Territorio
Il centro storico di Montebuono si trova a 325 metri di altezza sul livello del mare, alle pendici di Monte San Benedetto cima del subappennino della catena Monte Cosce - Monte San Pancrazio (Monte Rosaro), tra Lazio e Umbria. Parte del territorio comunale in particolare la frazione di Fianello si trova sui terrazzi fluviali della Valle del Tevere di origine geologica pleistocenica, 
delimitati dal torrente Campana.

### Clima
Classificazione climatica: zona D, 1956 GR/G

## Storia
Il paese di Montebuono è stato abitato sin dall'epoca romana, ciò è stato provato dalla presenza di siti archeologici sparsi in tutto il territorio:
- Villa rustica di età romana nei pressi della Chiesa di San Pietro ad Centomuros chiamata localmente Villa romana delle Terme di Agrippa, che come testimoniano le iscrizioni rinvenute in loco, apparteneva all'abile generale di Augusto: Marco Vipsanio Agrippa. Essa era alimentata dai Grottoni di San Donato, delle conserve d'acqua oggi in stato di totale degrado;
- Altra villa rustica nei pressi del cimitero di Fianello, conosciuta non per l'architettura ma per gli eccezionali ritrovamenti (durante alcuni lavori effettuati sulla strada che conduce al cimitero, furono rinvenute moltissime statue, tra cui un sileno, una menade danzante, un attis-heros, il ritratto della testa di Eschilo e varie lucerne di grande diametro, tutte conservate nei magazzini del Museo nazionale romano). La Villa di Fianello, come per la maggior parte dei resti romani è stata utilizzata come “cava" di materiale edilizio.

Intorno all'anno 1105 si ha la notizia dell'edificazione della Chiesa di San Pietro ad Centomuros che restò il punto di riferimento della popolazione rurale fino alla fondazione del castello di Montebuono, avvenuta probabilmente tra la fine del '200 e i primi anni del '300.
Sul finire del secolo fu occupato da Luca Savelli che fu poi costretto a restituirlo alla Santa Sede.
Nel 1944 durante la resistenza al nazifascismo nel territorio comunale di Montebuono avvenne una strage perpetrata dal I.SS-Polizei-Regiment-20 nel corso del rastrellamento nazifascista operazione Osterei ordinato dal comando supremo del sud al Bunker Soratte, Il 13 aprile 1944 vennero fucilati otto prigionieri di guerra americani all'eremo di San Benedetto, posto in cima alla montagna che sovrasta Montebuono. Gli americani, che  vennero accompagnati nei pressi dell'eremo dai partigiani della Banda di Vacone per raggiungere i partigiani del Btg G.Manni della Brigata Garibaldi "A.Gramsci" di Terni, erano fuggiti  nei pressi di Allerona nella valle del Tevere, da un vagone bestiame di un treno che portava i prigionieri in Germania, bombardato erroneamente dall'aviazione americana che quel giorno era in missione per distruggere il ponte. Durante la ritirata della Wehrmacht dal comune di Collevecchio il 05-06-1944, Antonio Peloni agricoltore residente a Fianello, costretto dai tedeschi a trasportate gli armenti con la Traja, una slitta in legno trainata dagli animali, fu' ucciso dai nazisti insieme ai suoi animali nel comune di Tarano presso il guado del torrente Campana sulla strada Costa dei Zoppi che scende da Cicignano frazione del comune di Collevecchio.

## Società

### Evoluzione demografica
Abitanti censiti

## Amministrazione
Nel 1923 passa dalla provincia di Perugia in Umbria, alla provincia di Roma nel Lazio, e nel 1927, a seguito del riordino delle circoscrizioni provinciali stabilito dal regio decreto n. 1 del 2 gennaio 1927, per volontà del governo fascista, quando venne istituita la provincia di Rieti, Montebuono passa a quella di Rieti.
| Periodo | Periodo   | Primo Cittadino   | Partito                | Carica  |
| ------- | --------- | ----------------- | ---------------------- | ------- |
| 2005    | 2010      | Dario Santori     | lista civica           | Sindaco |
| 2010    | 2015      | Dario Santori     | Insieme per Montebuono | Sindaco |
| 2015    | 2020      | Fausto Morganti   | Lo spiazzo             | Sindaco |
| 2020    | in carica | Claudio Antonelli | Insieme nel futuro     | Sindaco |

### Altre informazioni amministrative
- Fa parte dell'Unione dei Comuni "Nova Sabina"